# Juan Barros Madrid
Juan de la Cruz Barros Madrid (ur. 15 lipca 1956 w Santiago) – chilijski duchowny katolicki, biskup diecezjalny Osorno w latach 2015–2018.

## Życiorys
Święcenia kapłańskie otrzymał 29 czerwca 1984 i został inkardynowany do archidiecezji Santiago de Chile. Był m.in. sekretarzem kardynała Juana Francisco Fresno Larraina (1983–1990), proboszczem kilku parafii w Santiago (1990–1995), a także dyrektorem Sektora Kościelnego przy Komisji Pastoralnej Konferencji Episkopatu Chile (1993).

### Episkopat
12 kwietnia 1995 papież Jan Paweł II mianował go biskupem pomocniczym diecezji Valparaíso, ze stolicą tytularną Bilta. Sakry biskupiej udzielił mu 29 czerwca 1995 ówczesny biskup diecezjalny Valparaíso – biskup Jorge Medina Estévez.
21 listopada 2000 został wybrany biskupem diecezji Iquique. W latach 2004–2015 pełnił funkcję biskupa polowego armii chilijskiej.
10 stycznia 2015 papież Franciszek mianował go biskupem Osorno.

## Kontrowersje
Biskup Barros Madrid jest oskarżany o tuszowanie czynów pedofilskich księdza Fernando Karadimy. W styczniu 2015 roku o odwołanie decyzji o mianowaniu Barrosa Madrida biskupem Osorno do papieża Franciszka z apelem zwróciło się m.in. około 30 księży z Osorno oraz 51 ze 120 deputowanych parlamentu Chile. Choć przed objęciem katedry przez nowego biskupa, demonstrowało przed nią kilka tysięcy wiernych apel nie odniósł skutku i w marcu 2015 Juan Barros Madrid został biskupem Osorno. W styczniu 2018 papież Franciszek w czasie konferencji prasowej na pokładzie samolotu, którym wracał do Rzymu z podróży do Chile i Peru, oświadczył, że nie ma dowodów winy wobec czego należy domniemywać niewinność biskupa. W związku ze skandalem pedofilskim i protestami wiernych po trzydniowych rozmowach w Watykanie z papieżem Franciszkiem 18 maja 2018 Juan Barros wraz z całym episkopatem Chile podał się do dymisji. 11 czerwca papież przyjął jego dymisję.